# Yu Veliki
Yu Veliki (kineski 大禹, pinyin Dà Yǔ; oko 2200. – 2100. pr. Kr.) bio je kineski vladar slavljen jer je osnovao dinastiju Xi, počeo kontrolirati poplave i zbog svoje moralnosti.
Uglavnom se smatra da je on bio mitološka ili legendarna osoba. O njemu se uglavnom zna iz oralne tradicije.
Njegov se otac zvao Gun, a bio je potomak Žutog Cara. Yuova je majka znana kao Nüzhi (女志) ili Nuxi (女嬉).
Yu je oženio ženu zvanu Tushan-shi ("Dama Tushan") te su imali sina Qija.
Tijekom vladavine kralja Yaoa, velike su poplave činile ogromnu štetu. Gun i Yu su tražili način da učine nešto kako bi kontrolirali poplave. Yu je to uspio tako što je zamislio sustav kanala za odvodnju.
Kralj Shun je tako bio zadivljen Yuom da mu je dao svoje prijestolje. Yu je postao car kad je imao 53 godine. Umro je od bolesti tijekom lova te je pokopan južno od Shaoxinga.